# Brachymenium lanceolatum
Brachymenium lanceolatum là một loài Rêu trong họ Bryaceae. Loài này được Hook. & Wilson mô tả khoa học đầu tiên năm 1860.